# Alexics György (nyelvész)
Alexics György (Arad, 1864. szeptember 14. – Budapest, Terézváros, 1936. február 7.) nyelvész, irodalomtörténész. Fia Alexits György matematikus, az MTA tagja.

## Életrajz
Román származású, Alexics Áron főjegyző és Murza Julianna gyermekeként született. Tanulmányait a Budapesti Tudományegyetemen végezte, ahol 1889-ben magyar–román–latin szakos középiskolai tanári és bölcsészdoktori oklevelet szerzett.
1888-tól Szolnokon, 1889-től Kassán volt tanár. 1891 és 1922 közt a Keleti Kereskedelmi Akadémia tanára, 1897-től a Budapesti Tudományegyetemen a román nyelv és irodalom magántanára volt. Az 1919-es forradalmak alatti baloldali tevékenysége miatt az egyetem tanácsa 1920-ban előadási jogától megfosztotta, 1922-ben nyugdíjba vonult. 
Úgy folyóiratokban, mint önállóan számos, nyelvészeti, néprajzi, a magyar-román nyelvi kapcsolatokkal foglalkozó cikke és tanulmánya jelent meg magyar és román nyelven. Több népmesét is lefordított románról magyarra. Rövid ideig a Poporul című lap szerkesztőjének tisztségét látta el. A Heinrich Gusztáv által szerkesztett Egyetemes irodalomtörténet című munkában ő írta meg a román irodalom történetéről szóló részt.
Felesége Víg Jolán volt.

## Önállóan megjelent munkái
- Magyar elemek az oláh nyelvben (1888)
- Román nyelvtan (két kiadást is megért, 1892 és 1904)
- Vadrózsapör (Román népköltészeti gyűjtemény, első kötet: 1899, második kötet: 1910)
- Geschichte der rumänischen Litteratur (Lipcse, 1906) Online